# Neuer Markt 22 (Stralsund)
Das Haus mit der postalischen Adresse Neuer Markt 22 in Stralsund ist ein denkmalgeschütztes Gebäude am Neuen Markt im Stadtgebiet Altstadt.

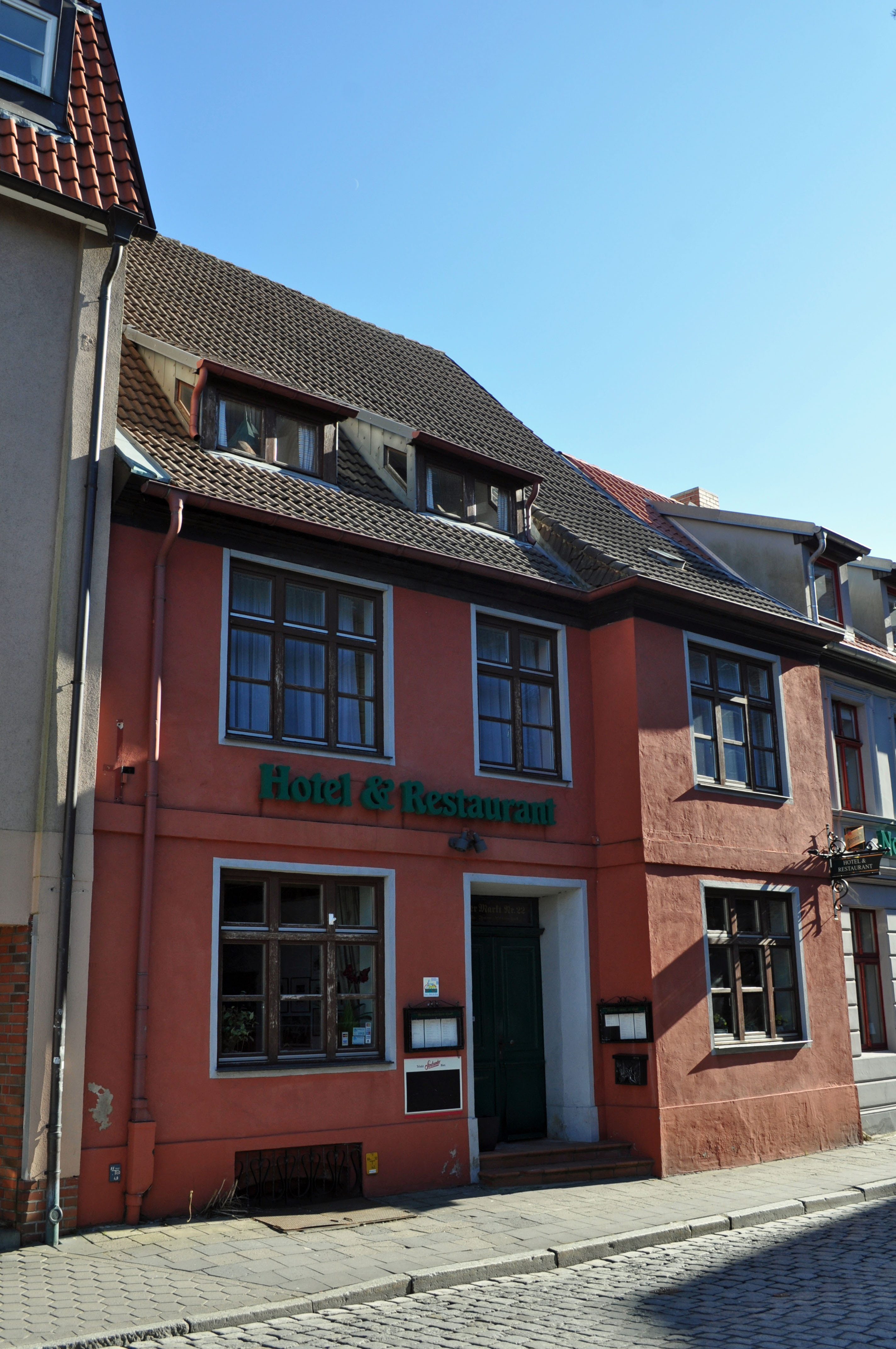
Das Haus Neuer Markt 22 in Stralsund (2012)

Der im 18. Jahrhundert errichtete zweigeschossige und dreiachsige Putzbau zeigt an seiner Fassade große Fensteröffnungen und ein geschosstrennendes Putzband. Die südliche Achse ist vorgezogen (“Utlucht”).
Das Haus liegt im Kerngebiet des von der UNESCO als Weltkulturerbe anerkannten Stadtgebietes des Kulturgutes „Historische Altstädte Stralsund und Wismar“. In die Liste der Baudenkmale in Stralsund ist es mit der Nummer 606 eingetragen.